# Critica muzicală
Însoțitorul de Muzică Oxford definește critica muzicii ca fiind „activitatea intelectuală de a formula judecăți asupra valorii și gradului de excelență a lucrărilor individuale, de grup sau a genurilor muzicale”. În acest sens, ea este o ramură a esteticii muzicale. Odată cu extinderea  interesului pentru muzică și media, pe parcursul secolului trecut, termenul a ajuns să dobândească sensul convențional al raportării jurnalistice la interpretările muzicale (a se vedea jurnalismul muzical).

## Natura criticii muzicale
Muzicologul Winton Dean a sugerat că muzica este, probabil, arta cea mai greu de criticat." Spre deosebire de artele plastice sau artele literare, "limba" muzicii nu se referă în mod special la experiența senzorială umană - cuvintele lui Dean, "cuvântul" 'dragoste' este monedă comună în viață și literatură: pe când nota Do nu are nimic de-a face cu micul dejun sau călătoriile pe calea ferată sau armonia conjugală." La fel ca arta dramatică, muzica este recreată la fiecare spectacol și, prin urmare, criticile pot fi îndreptate atât asupra textului (note muzicale) cât și asupra interpretării. Mai specific, după cum muzica are o dimensiune temporală care necesită repetare sau dezvoltare a materialelor sale "problemele de echilibru, contrast, așteptări și împlinirea ... sunt mai importante pentru muzică decât pentru alte arte, prin faptul că acestea sunt de conținut verbal sau de reprezentare." Absența unei estetici muzicale clar evoluate sau consensuale, de asemenea, a avut tendința de a face critica muzicală o problema extrem de subiectivă. "Nu există nici o contra-verificare în afara propriei personalități a criticului".

## Istorie
Referințe critice la muzică, (de multe ori interpreți sau stiluri dezaprobate) pot fi găsite în literatura timpurie, incluzând, de exemplu, în Legile (Platon) lui Platon și în scrierile teoreticienilor de muzica din Evul Mediu. Compozitorul englez Charles Avison (1709-1770) a publicat prima lucrare privind critica muzicală, în limba engleză - un Eseu despre Expresia Muzicală, publicată în 1752. În aceasta lucrare Avison criticat muzica unuia dintre contemporanii săi, George Frideric Handel.